# William Lowery
Pour les articles homonymes, voir Lowery.
William Lowery, né le 22 juillet 1885 à Saint-Louis (Missouri) et mort le 15 novembre 1941 à Los Angeles (Californie), est un acteur américain.

## Biographie
Au cinéma, exclusivement durant la période du muet, William Lowery contribue à soixante-sept films américains sortis entre 1914 et 1928 ; quarante d'entre eux de 1914 à 1916 sont des courts métrages, dont Captain Macklin de John O'Brien (1915, avec Jack Conway et Lillian Gish) — un quarante-et-unième et ultime court métrage sort en 1924 —.
Plusieurs de ses films appartiennent au genre du western, dont A Bad Man and Others de Raoul Walsh (court métrage, 1915, avec Elmo Lincoln et George Walsh), Le Timide de Christy Cabanne (1915, avec Douglas Fairbanks et Seena Owen) et Battling Buddy de Richard Thorpe (1924, avec Buddy Roosevelt et Violet La Plante).
Citons également L'Excentrique de Theodore Reed (1921) et Robin des Bois d'Allan Dwan (1922, où il personnifie le shérif de Nottingham), tous deux avec Douglas Fairbanks en vedette.

## Filmographie partielle
- 1914 : The Exposure de Fred Kelsey (court métrage) : le détective
- 1915 : The Man of It (court métrage ; de Jack Conway ?)
- 1915 : Captain Macklin de John B. O'Brien (court métrage) : Heinz
- 1915 : The Lucky Transfer de Tod Browning (court métrage) : le détective Fields
- 1915 : The Burned Hand de Tod Browning (court métrage) : le père de Marietta
- 1915 : Le Timide (The Lamb) de Christy Cabanne : le chef indien Yaqui
- 1915 : A Bad Man and Others de Raoul Walsh (court métrage) : George Hewitt
- 1916 : Terrible adversaire (Reggie Mixes In) de Christy Cabanne : Tony
- 1916 : Le Mystère du poisson volant (The Mystery of the Leaping Fish) de Christy Cabanne et John Emerson : le chef de bande
- 1917 : Le Sauveur du ranch (The Man from Painted Post) de Joseph Henabery : Charles Ross
- 1918 : Her Moment (en) de Frank Beal : Ulaf
- 1921 : L'Excentrique (The Nut) de Theodore Reed : Philip Feeney
- 1921 : La Loi sacrée (The Primal Law) de Bernard J. Durning
- 1922 : Robin des Bois (Robin Hood) d'Allan Dwan : le shérif de Nottingham
- 1923 : Why Women Remarry de John Gorman : Martin Talbot
- 1923 : Dangerous Trails (en) d'Alan James : Jean Le Fere
- 1924 : Battling Buddy de Richard Thorpe : Pete Hall
- 1924 : Pour l'amour de Carmelita (en) (Thundering Hoofs) d'Albert S. Rogell : Luke Severn
- 1925 : Red Hot Tires (en) de D. Ross Lederman  : un escroc
- 1925 : A Daughter of the Sioux (en) de Ben F. Wilson : « Big Bill » Hay
- 1926 : L'Appel de L'or (en) (The Call of the Klondike) d'Oscar Apfel : Owen Harkness
- 1928 : Police Reporter (pt) de Jack Nelson : Thomas Hart

## Galerie photos

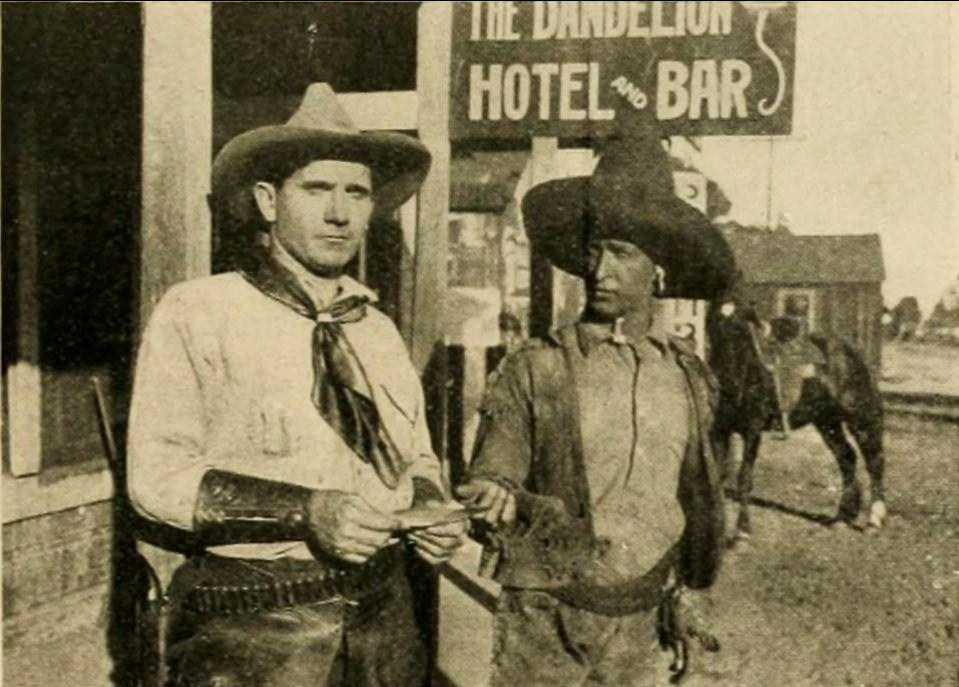
À gauche, dans A Bad Man and Others (1915)
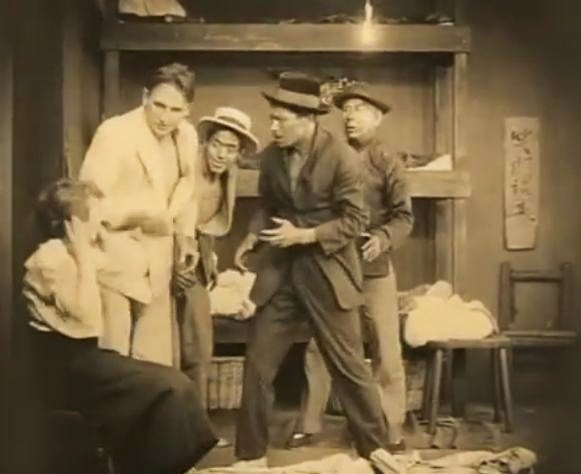
En costume clair, dans Le Mystère du poisson volant (The Mystery of the Leaping Fish) (1916)
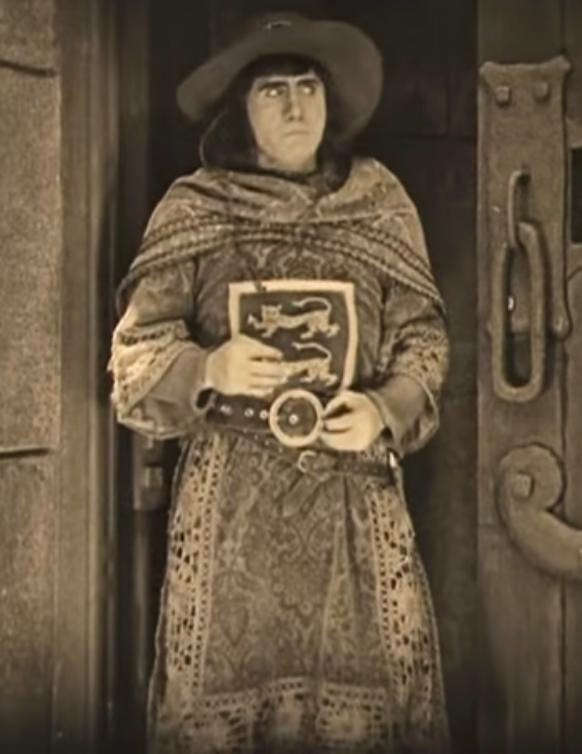
Dans Robin des Bois (1922)

## Note et référence
1. ↑  Autres noms alternatifs (selon l'IMDb ci-dessus) : E. A. Lowery, W. A. Lowery, W. E. Lowery, William A. Lowery, William E. Lowery, ou encore William E. Lowry.